# Chiesa di Santo Stefano (Lilla)
La chiesa di Santo Stefano è un edificio religioso cattolico situato a Lilla, nel dipartimento del Nord. Risalente al XVIII secolo, questa chiesa fu classificata come monumento storico nel settembre 1987.